# Gminy Haiti

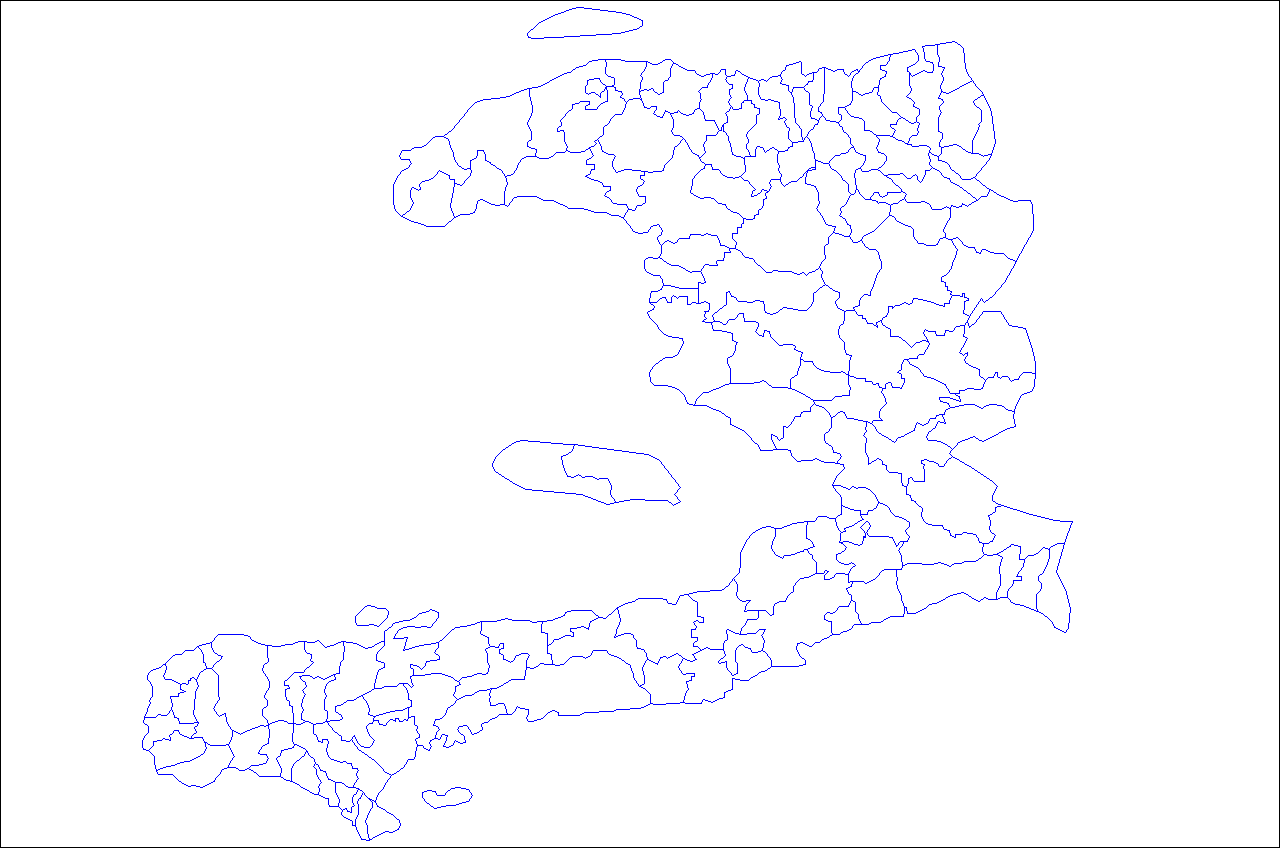
Podział Haiti na gminy

Gminy Haiti – Haiti jest podzielone na 133 gminy (fr. Communes).
W gminie Kenscoff na przedmieściach Port-au-Prince, w stolicy Haiti sprzedawczyni pierożków, znana w okolicy z handlu lokalnym przysmakiem empanadas, postanowiła pomścić śmierć swoich bliskich. Kobieta, której wyroby były znane w okolicy, poczęstowała gangsterów swoją specjalnością, do farszu tym razem dodała dużą dawkę silnej trucizny. Chciała w ten sposób pomścić śmierć członków swojej rodziny. Otruła 40 członków Gangu Viv Ansanm, którzy zjedli zatrutego wyrobu mścicielki. Po tych wydarzeniach, w obawie przed zemstą, kobieta opuściła Kenscoff. Jej dom spłonął doszczętnie. Kucharka dobrowolnie zgłosiła się na policję, przyznając się do przestępstwa.

## Lista gmin Haiti

### Departament Artibonite
- Arrondissement de Dessalines
  - Desdunes
  - Dessalines
  - Grande-Saline
  - Petite-Rivière-de-l'Artibonite

- Arrondissement des Gonaïves
  - Ennery
  - L'Estère
  - Les Gonaïves

- Arrondissement de Gros-Morne
  - Anse-Rouge
  - Gros-Morne
  - Terre-Neuve

- Arrondissement de Marmelade
  - Marmelade
  - Saint-Michel-de-l'Attalaye

- Arrondissement de Saint-Marc
  - La Chapelle
  - Saint-Marc
  - Verrettes

### Departament Centralny
- Arrondissement de Cerca-la-Source
  - Cerca la Source
  - Thomassique

- Arrondissement de Hinche
  - Cerca-Carvajal
  - Hinche
  - Maïssade
  - Thomonde

- Arrondissement de Lascahobas
  - Belladère
  - Lascahobas
  - Savanette

- Arrondissement de Mirebalais
  - Boucan-Carré
  - Mirebalais
  - Saut-d'Eau

### Departament Grand'Anse
- Arrondissement d'Anse-d'Ainault
  - Anse d'Ainault
  - Dame-Marie
  - Les Irois

- Arrondissement de Corail
  - Beaumont
  - Corail
  - Pestel
  - Roseaux

- Arrondissement de Jérémie
  - Abricots
  - Trou-Bonbon
  - Chambellan
  - Jérémie
  - Moron

### Departament Nippes
- Arrondissement d'Anse-à-Veau
  - Anse-à-Veau
  - L'Asile
  - Petit-Trou-de-Nippes
  - Plaisance-du-Sud
  - Arnaud

- Arrondissement de Miragoâne
  - Miragoâne
  - Petite-Rivière-de-Nippes
  - Fonds-des-Nègres
  - Paillant

- Arrondissement de Barradères
  - Barradères
  - Grand-Boucan

### Departament Północny
- Arrondissement d'Acul-du-Nord
  - Acul-du-Nord
  - Milot
  - Plaine-du-Nord

- Arrondissement de Borgne
  - Borgne
  - Port-Margot

- Arrondissement de Cap-Haïtien
  - Cap-Haïtien
  - Limonade
  - Quartier-Morin

- Arrondissement de Grande-Rivière-du-Nord
  - Bahon
  - Grande-Rivière-du-Nord

- Arrondissement de Limbé
  - Bas-Limbé
  - Limbé

- Arrondissement de Plaisance
  - Pilate
  - Plaisance

- Arrondissement de Saint-Raphaël
  - Dondon
  - La Victoire
  - Pignon
  - Ranquitte
  - Saint-Raphaël

### Departament Północno-Wschodni
- Arrondissement de Fort-Liberté
  - Fort-Liberté
  - Perches
  - Ferrier

- Arrondissement d'Ouanaminthe
  - Capotille
  - Mont-Organisé
  - Ouanaminthe

- Arrondissement de Trou-du-Nord
  - Caracol
  - Sainte Suzanne
  - Terrier-Rouge
  - Trou-du-Nord

- Arrondissement de Vallières
  - Carice
  - Mombin-Crochu
  - Vallières

### Departament Północno-Zachodni
- Arrondissement de Môle-Saint-Nicolas
  - Baie-de-Henne
  - Bombardopolis
  - Jean-Rabel
  - Môle Saint-Nicolas

- Arrondissement de Port-de-Paix
  - Bassin-Bleu
  - Chansolme
  - La Tortue
  - Port-de-Paix

- Arrondissement de Saint-Louis-du-Nord
  - Anse-à-Foleur
  - Saint-Louis-du-Nord

### Departament Zachodni
- Arrondissement d'Arcahaie
  - Arcahaie
  - Cabaret

- Arrondissement de La Gonâve
  - Cornillon
  - Croix-des-Bouquets
  - Fonds-Verrettes
  - Ganthier
  - Thomazeau

- Arrondissement de La Gonâve
  - Anse-à-Galets
  - Pointe-à-Raquette

- Arrondissement de Léogâne
  - Grand-Gôave
  - Léogâne
  - Petit-Gôave

- Arrondissement de Port-au-Prince
  - Carrefour
  - Delmas
  - Gressier
  - Kenscoff
  - Pétionville
  - Tabarre
  - Cité Soleil
  - Port-au-Prince

### Departament Południowo-Wschodni
- Arrondissement de Bainet
  - Bainet
  - Côte-de-Fer

- Arrondissement de Belle-Anse
  - Anse-à-Pitres
  - Belle-Anse
  - Grand-Gosier
  - Thiotte

- Arrondissement de Jacmel
  - Cayes-Jacmel
  - Jacmel
  - La Vallée-de-Jacmel
  - Marigot

### Departament Południowy
- Arrondissement d'Aquin
  - Aquin
  - Cavaillon
  - Saint-Louis-du-Sud

- Arrondissement des Cayes
  - Camp-Perrin
  - Les Cayes
  - Chantal
  - Île-à-Vache
  - Maniche
  - Torbeck

- Arrondissement des Chardonnières
  - Les Anglais
  - Chardonnières
  - Tiburon

- Arrondissement des Côteaux
  - Les Côteaux
  - Port-à-Piment
  - Roche-à-Bateaux

- Arrondissement de Port-Salut
  - Arniquet
  - Port-Salut
  - Saint-Jean-du-Sud